# Акбулак (Жетысайский район)
Акбулак (каз. Ақбұлақ, до 2021 г. — Кирово) — село в Жетысайском районе Туркестанской области Казахстана. Входит в состав Кызылкумского сельского округа. Код КАТО — 514471480.

## Население
В 1999 году население села составляло 279 человек (140 мужчин и 139 женщин). По данным переписи 2009 года, в селе проживали 194 человека (99 мужчин и 95 женщин).